# EK Engelmann
Le EK Engelmann Wien est un club de hockey sur glace situé à Vienne (Autriche) fondé en 1922 sous le nom Pötzleinsdorfer SK et qui a remporté 6 titres nationaux.

## Histoire
Le club est fondé en 1922 sous le nom de Pötzleinsdorfer Sportklub et joue bientôt dans la Wiener Liga dans laquelle jouent à cette époque les champions d'Autriche de hockey sur glace. Il manque beaucoup d'informations sur l'encadrement de l'équipe et les joueurs de l'époque car les équipements sportifs du PSK ont disparu. Le 29 janvier 1932, le PSK fête son premier titre de champion d'Autriche par une victoire contre le Wiener EV qui l'avait auparavant remporté neuf fois de suite.
Après ce premier titre, le PSK s'installe pour ses matchs à domicile à Engelmann-Platz, place baptisé en 1909 en hommage à Eduard Engelmann jr, d'abord mise en service comme une patinoire en plein air dans le quartier de Hernals.

### Sous le nom de EK Engelmann
En raison de ce déplacement, le club change de nom et devient Eissportklub Engelmann Wien, abrégé en EK Engelmann ou EKE Vienne. Le club devient un élément important du championnat d'Autriche de hockey sur glace et remporte en 1938 juste avant l'Anschluss son premier titre de champion sous ce nom.
Les clubs autrichiens intègrent en 1939 le championnat d'Allemagne de hockey sur glace. En 1939 l'EK Engelmann remporte le premier titre de ce championnat réunissant l'Allemagne et l'Autriche où il a disputé ce titre avec le Wiener EV.
Jusqu'en 1945, il n'y a plus de championnat en raison de la Seconde Guerre Mondiale. Les bombardements détruisent les installations de la place Engelmann et l'EK Engelmann partage les installations de la Wiener EV. L'EK Engelmann fêtera en 1946 sur la nouvelle place le premier titre de champion de l'après-guerre.
En 1948, l'EK Engelmann et le Wiener EV fusionnent pour devenir le Wiener Eissport-Gemeinschaft. Le Wiener EG remporte les championnats de 1949, 1950 et 1951, année après laquelle les clubs se séparent. L'EK Engelmann remporte les championnats de 1956 et 1957.
En 1957, l'EK Engelmann est dissous pour des raisons financières.

## Palmarès
- Championnat d'Autriche :
  - Champion (5) : 1932 (sous le nom Pötzleinsdorfer SK), 1938, 1946, 1956, 1957
- Championnat d'Allemagne :
  - Champion (1) : 1939